# Sheffield South East
La circonscription de Sheffield South East est une circonscription situé dans le Yorkshire du Sud, représenté dans la Chambre des communes du Parlement britannique depuis 2010 par Clive Betts du Parti travailliste.